# 日産・モコ
モコ（MOCO）は、日産自動車が販売していた軽トールワゴンである。スズキ・MRワゴンのバッジエンジニアリング車種（OEM版）。

## 概要
軽自動車規格の乗用車（軽乗用車）で、2002年に初代モデルが登場した。日産の販売する軽自動車としては、1999年に独自開発した軽規格の電気自動車「ハイパーミニ」（実験的な位置付けで、200台余りが生産されたのみ）をのぞけば、実質的な第一号となる。
モコの販売は日産リバイバルプランの1つで、軽自動車購入層の取り込みを狙ったものである。日産はカルロス・ゴーン体制への移行後、軽自動車をラインアップに加えることを明言していた。しかし、自社およびグループ各社は軽自動車を手がけておらず、初代の発売前年にあたる2001年4月2日にスズキとの共同プレスリリースで、軽自動車のOEM供給に関して合意した旨を発表していた。
軽であることを強調するため、軽自動車に用いられる黄色のナンバープレートをデザインした広告展開がされた。
日産の軽自動車はこの「モコ」を足がかりとして、翌年の2003年には軽商用車「三菱・ミニキャブ」のOEM供給を受け、「クリッパーバン/クリッパートラック」として販売を開始。その後もオッティ（三菱・ek）、ピノ（スズキ・アルト）、クリッパーリオ（三菱・タウンボックス、後にスズキ・エブリイワゴンに切り替え）、キックス（三菱・パジェロミニ、2代目はOEMではなく自社開発車の普通車に変更）としてOEM供給を受け、ラインナップを増やした。
現在、日産が販売する軽乗用車は2013年6月に販売を開始した3代目三菱・eKとの共同開発車である「デイズ（オッティ後継）」と2022年6月に発売されたekクロスEVとの共同開発車である「サクラ」、三菱・eKスペースとの共同開発車であるスーパーハイトワゴン「ルークス」（初代はスズキ・パレットのOEM）と、スズキ・エブリイワゴンのOEM車種で軽ワンボックスカー「クリッパーリオ」、軽商業車は、スズキ・キャリイのOEM車の「クリッパートラック」、スズキ・エブリイOEM車の「クリッパーバン」の6車種である。

### スタイル・機構
基本的にOEM元であるMRワゴンと大きな違いはない。モコのコンセプトは「若いアクティブなママが、子供と一緒にどこへ行ってもジャストフィットできるベストパートナー」。
エンジンは初代・2代目は直列3気筒・K6A型の自然吸気とターボ搭載の2種類で、トランスミッションは4速ATのみだったが、3代目では軽量・コンパクト設計の新型エンジンR06A型となり、自然吸気エンジンは吸排気VVT付に、インタークーラーターボエンジンも吸気側にVVT機構が搭載されたほか、トランスミッションも副変速機構付CVT（特に名称はない）となった。
パーキングブレーキは足踏み式を採用することで運転席周りを広くとっており、サイドウォークスルーも実現。また、助手席座面をスライドさせると下に収納が現れることも、この車種の特徴。

### MRワゴンとの違い
MRワゴンとの違いは、ボンネットとバンパーのデザインを変更し、フロントグリルを2002年当時のマーチやウイングロード、プリメーラなどと共通の「ウインググリル」とした。他にも細かい意匠を変更することで、一目で日産車とわかる顔にしたことが第一に挙げられる。グリルの変更はボンネット等の変更を伴うため、モコ専用の「顔」を作る必要があったが、そこまでしても一目で日産車とわかることを強調することで、新生日産のイメージを顧客に訴えている。2代目以降はグリルやバンパーのみならず、ヘッドライトの造形までも変えたことでその印象が一層強まり、より日産車らしさが増した。
他には、モコ専用となる内外装の追加やモコ専用のボディカラーを設定したこと（初代の「モコグリーン」以来、各改良時において「モコ○○」と名のつくボディカラーを設定）、MRワゴンでは一部グレードのみのオプションとなっていたABSを全グレードで標準装備としたことが挙げられる。ABSの標準装備は日産の安全基準によるもので、のちに三菱自動車工業からeKのOEMを受けたオッティも同様に標準装備された。また、モコの販売開始後に登場したMRワゴンの初代の派生モデルである「MRワゴン スポーツ」に相当するモデルはOEM供給されず、同車種に搭載された当時の「ワゴンR RR」や「Kei スポーツ」などの64PSのK6Aエンジン・ディスチャージヘッドランプ（スポーツも途中からオプション扱いとなる）は非搭載であった。
MRワゴンの2代目・3代目の派生モデルである「MRワゴンWit」に相当するモデルもOEM供給されていなかったが、2013年10月に3代目「MRワゴンWit」をベースとした「ドルチェ」シリーズの追加に伴って、MRワゴンの派生モデルがOEM供給されるようになった。

## 初代 SA0（MG21S）型（2002年 - 2006年）
2002年4月10日に発売。車検証上の型式はMG21S型となるが、社内型式はSA0型としている。搭載するエンジンは、K6A型 直列3気筒 DOHC VVTエンジン、および同型のDOHC インタークーラー付ターボエンジンの2機種。トランスミッションには4速ATが組み合わせられ、コラムシフトをとっている。
後部座席はリクライニング機能の他に105mmの左右独立前後スライド機能を備え、またレバー1つでシートを倒せるなどシートアレンジが豊富になっている。前後スライド機能は、ベースとなった2代目スズキ・ワゴンRのプラットフォームからショックアブソーバーの取り付け位置を変更するなどリアサスペンションの改良を施すことで実現しており、後にワゴンR/マツダ・AZ-ワゴンにもマイナーチェンジにより同様の改良がされた。
グレード構成は「B」、「C」、「Q」、「T」の4つ。Bはオーディオ関係・ボディ同色ドアノブを省略したモデル。Tはターボエンジンを搭載し、ルーフスポイラー、アルミホイールを標準装備としたスポーティ感を強調するモデル。Cはプライバシーガラス、CDデッキを標準装備とした普及モデル、Qは電動格納式ドアミラー、CD・MDデッキ、6スピーカーなどの装備を充実させたモデルである。また、バリエーションは圧倒的にMRワゴンの方が豊富であったが、エクステリアデザインの差別化や販売網の巨大さもありOEM元のMRワゴンよりも販売台数が多い。

### マイナーチェンジ
2004年2月12日にはマイナーチェンジが行われた。前席がセパレート型からベンチシートへ変更され、新しい内外色の追加、後部座席スライド量の拡大（105mm→135mm）、寒冷地仕様の廃止（標準装備化）、専用ボディカラーの変更（モコグリーン→モコロゼ）、自発光式メーターの廃止などの装備の変更が行われ一部グレードにタコメーターが付いたほか、価格改定も行われ軽自動車としては割高感を指摘されていた価格も引き下げられた。
グレード構成も変更され、マイナーチェンジ後のグレードは「B」を廃止した、「C」、「Q」、「T」の3つで構成される。また、13インチアルミホイールが「Q」にも標準設定となった。

### 年表

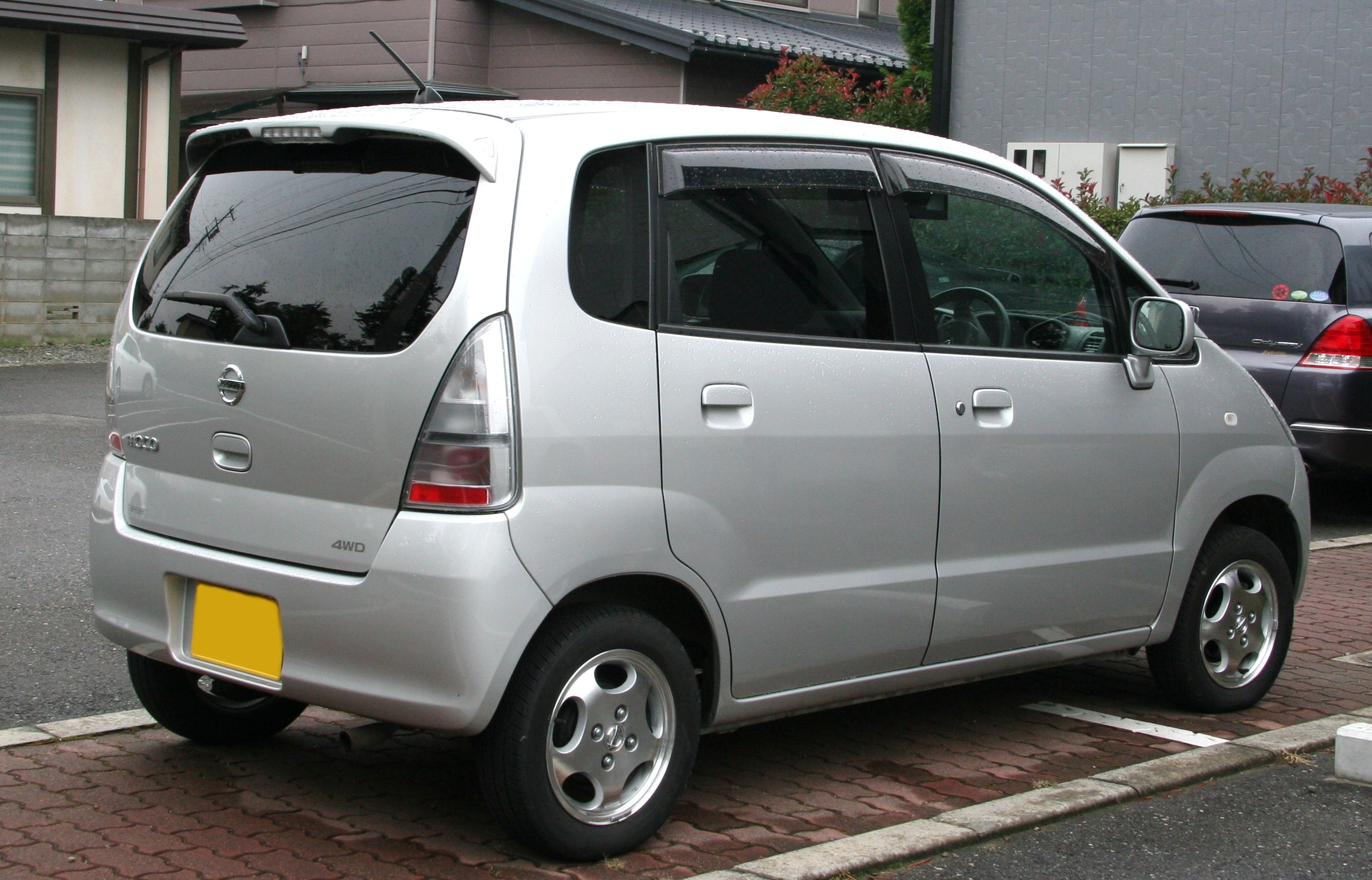
後期型Q（2004年2月-2006年2月）

2001年10月2日
第35回東京モーターショーでコンセプトカーとして出品。
2002年4月10日
販売開始。
2003年8月5日
特別仕様車「B Limited」発売。
「B」グレードをベースにUVカット断熱機能付プライバシーガラス、2スピーカー、電動格納式カラードドアミラー、カラードドアハンドルなどを追加装備。
2004年2月12日
マイナーチェンジ。
2004年12月8日
特別仕様車「Blanc Beige Selection（ブランベージュ・セレクション）」を発売。
専用ボディカラーの「ココナッツベージュメタリック」を追加設定し、インテリアは、シートクロス、インストルメントパネル、ドアトリムクロスを専用色のホワイトとベージュとした他、専用のアルミホイール、ブルーリフレクターハロゲンランプ、専用デザインの2DIN MD・CD一体AM/FM電子チューナーラジオ、6スピーカー、スマートキーレスエントリーシステム、専用のタコメーター付きスピードメーター等を追加装備したもの。なお、『ブラン』とは、フランス語で「白」の意味。
2006年1月
生産終了。在庫対応分のみの販売となる。
2006年2月
2代目と入れ替わる形で販売終了。 - 後期型Q（2004年2月-2006年2月）

## 2代目 SA1（MG22S）型（2006年 - 2011年）
2006年2月1日に「MRワゴン」より少し遅れて発売された。車検証上の型式はMG22S型となるが、社内型式はSA1型としている。フロントマスク（ヘッドライト・グリル・ボンネット・バンパーのすべて）およびエンブレムは専用のものが与えられており（リアまわりは共通）、ユーモラスかつフレンドリーな顔つきのMRワゴンに比べてシャープで凛々しい印象としており、同じ日産の「マーチ」や「ノート」といったコンパクトカーと共通のイメージを持たせている。
またボディカラーにも「モコルージュパールメタリック」を用意し、また内装もシート表皮やドアトリムの布地にはモコ専用品を用いてMRワゴン以上に質感を向上させるなど、外装・内装ともにMRワゴンとの差別化が図られている。ボンネットについてもMRワゴンとは異なり、中央部分にプレスラインが入っており若干盛り上がった形状となっている。またこの2代目より、インテリジェントキーシステム（MRワゴンではキーレススタートシステム、両車とも機構は同じ ）が採用されている。そしてMRワゴンでは一部グレードでオプション設定となるABSだが、モコでは日産の安全基準を満たすために全車標準装備となるのが大きな違いとなる。後期型でMRワゴンも標準装備となった。
グレード構成は下から「S」（MRワゴンのGに相当）、「E」（同Xに相当）、「G」（同Tに相当）の3種。最上級グレードのGにはインタークーラーターボエンジンが搭載され、14インチアルミホイールが標準装備される。

### マイナーチェンジ

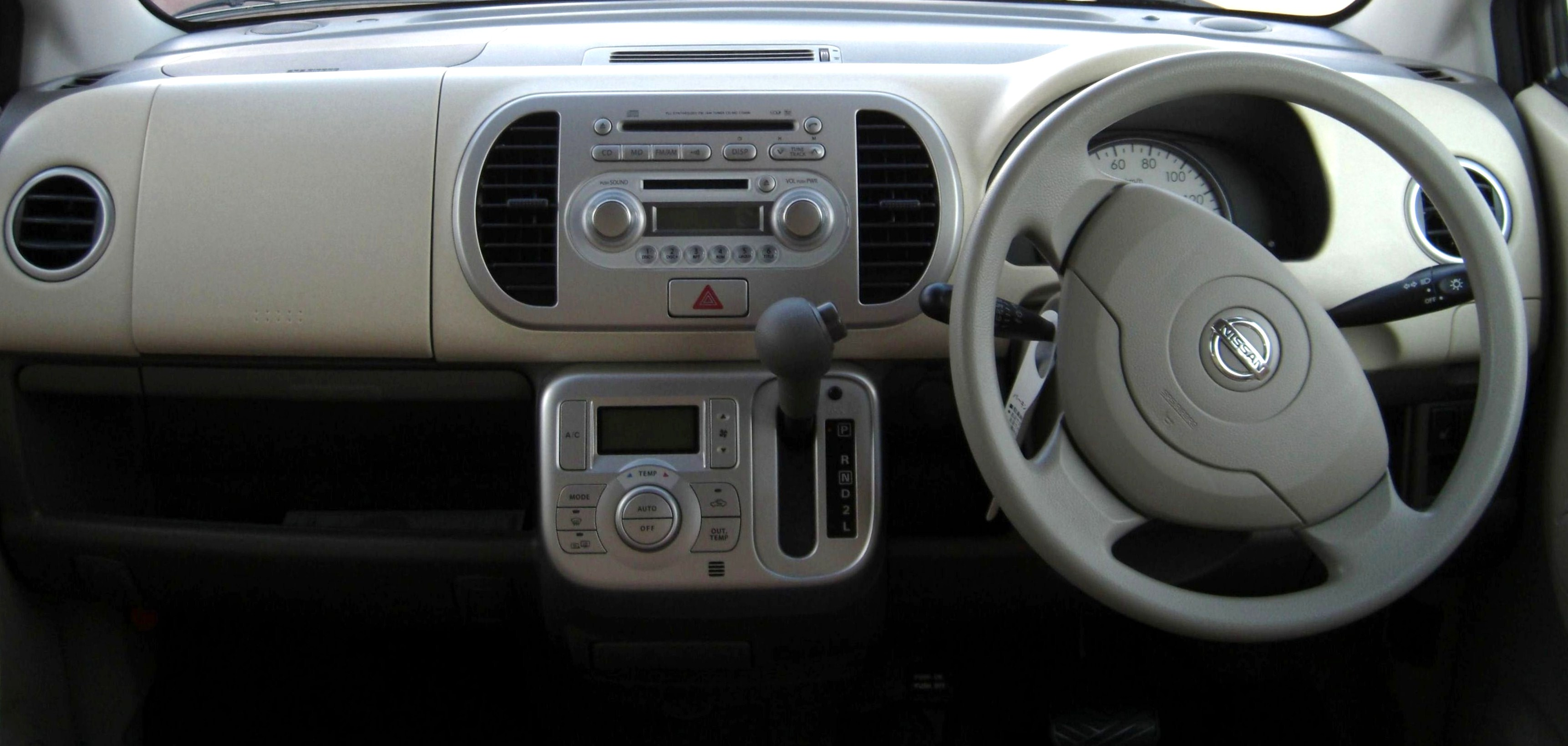
前期型（2006年2月-2009年6月）室内

2009年6月18日に行われたマイナーチェンジでは、装備やメカニズム面については同月12日に改良を受けた姉妹車の「MRワゴン」に準ずる変更を受けた。
2008年1月に発売された特別仕様車「Chocolatier Selection（ショコラティエセレクション）」を「E」と「G」、オーテックジャパン特装車となる「エアロスタイル」にも追加設定し、カタロググレード化に伴い「ショコラティエ」に改名した。
また、シートリフター&チルトステアリングが全車標準装備となり、Gグレード全車にターンランプ内蔵ドアミラーと、メッシュ状の新デザイン14インチアルミホイール（MRワゴンWitと同デザイン）を採用し、またS以外の全車にオートライトシステムを標準装備（ただし、MRワゴンと違ってキセノンヘッドランプはオプションでも設定なし）するなど、装備の充実が図られた。
インテリアはステアリングホイールとシート生地のデザイン変更（MOCOの文字をかたどったデザイン→星座デザイン）を行い、「ショコラティエ」以外の内装色はアプリコットカラーのみとなった。
またNAエンジン搭載車は改良された新開発のエンジンヘッドに換装。このためFF全車で「平成22年度燃費基準+15%」を達成したため「環境対応車普及促進税制」に適合、減税対象車に認定された。また、ボディカラーは以前のイメージカラーであった「モコルージュパールメタリック」に代わって新色の「モココーラルメタリック」（モコルージュとは若干色調が異なるアンバーに近い感じの日産オリジナルのピンク）を新イメージカラーとして採用。他にもボディカラーの差し替えが行なわれた。

### 年表
2005年10月
第39回東京モーターショーに「モコ プレビュー」を出展。（兄弟車の2代目MRワゴンのコンセプトカー「マムズ・パーソナルワゴン MRワゴンコンセプト」も同時に出展されたが、そちらがインパネ・ステアリングホイール形状・助手席側ドアハンドルなど大幅に市販車と異なったのに対し「モコ プレビュー」はホイール除きほぼ市販車と同様であった）
2006年2月1日
販売開始。
2007年10月26日
オーテックジャパンによる特別仕様車「aero style（エアロスタイル）」を発売。フロント・サイドシル・リアアンダープロテクターを標準装備し、専用のカラードフロントグリルを装着した。
同時にボディカラーも一部変更された。
2008年1月23日
特別仕様車「Chocolatier Selection（ショコラティエセレクション）」を発売。名前の通り、インテリアをブラックとブラウン、シートをダークブラウンと言ったチョコレート系の色でまとめた。
2009年6月18日
マイナーチェンジ。
2011年1月
生産終了。在庫対応分のみの販売となる。
2011年2月
3代目と入れ替わる形で販売終了。

## 3代目 SA2（MG33S）型（2011年 - 2016年）
2011年2月15日に「MRワゴン」に遅れてフルモデルチェンジされた。車両型式はMG33S型、社内型式はSA2型である。
ヘッドランプ形状は「MRワゴン」とは異なり、シャープさと可愛らしさを兼ね備えた丸みのある形状で、フロントデザインもメッシュが入った専用の横長グリルとバンパーを採用。同時に、ボンネットもヘッドライト周辺の造形が異なるモコ専用品を採用している。ボディカラーもモコ専用カラー「モコベリーパールメタリック」や「アーバンブラウンパールメタリック」等の新色を加えた計6色を用意。
先代比65mm拡大された新プラットフォームを採用し、室内長も180mm拡大されたことでゆとりのある室内空間を実現。内装ではブラウンの千鳥格子柄のシートを採用したほか、インパネの広範囲に艶のあるピアノブラック調のフィニッシャーを採用して上質感を演出した。
さらに、エンジン・トランスミッションの変更に加え、高張力鋼板を効率的に多用した軽量ボディの採用により、全車で「平成17年基準排出ガス75%低減レベル（☆☆☆☆）」と「平成22年度燃費基準+25%（「G FOUR」のみ「平成22年度燃費基準+20%」）」を達成。
グレード体系は「S」（MRワゴン「G」相当）、「Sアイドリングストップ」（同「ECO-L」相当、2012年5月15日追加発売）、「X」（同「X」相当）、「X アイドリングストップ」（同「ECO-X」相当、2011年6月8日追加発売）、「G」（同「T」相当、ターボエンジンを搭載）の5グレードである。なお、モコは全車オーディオレスが基本で、MRワゴンでは全車標準装備が基本となるディスプレイ（タッチパネル式）付CD一体AM/FMラジオ+バックモニターは「S/S FOUR」を除く全グレードにメーカーオプションとなっており、MRワゴン「T」の2WD車に設定されているフロントシートSRSサイドエアバッグ、SRSカーテンエアバッグ、ESP（車両走行安定補助システム、ヒルホールドコントロール・ブレーキアシスト付）、可倒式アシストグリップ（運転式）のセットオプションもモコでは設定されていない。
なお、アイドリングストップ搭載車は日産が展開するエンジン進化型エコカー「PURE DRIVE（ピュアドライブ）」の第5弾の車種となっており、同グレードのリアには「PURE DRIVE」エンブレムが装着される（一部改良を行った2013年7月以降、カタログの写真では「PURE DRIVE」エンブレムは装着されていないが、実際は装着されている）。

### 年表
2011年2月15日
販売開始。
2011年6月8日
「X アイドリングストップ」を追加発売。併せて、ボディカラーに「ブルーイッシュブラックパール3」を、2年ぶりに復活させた。（後ほど、MRワゴンにも同色が追加）
2011年12月20日
特別仕様車「エアロスタイル」を発売。「S」・「S FOUR」を除く5グレードをベースにプロテクター（フロント・サイドシル・リアアンダー）とホワイトリングイルミ付専用フォグランプを装備。さらに、「G エアロスタイル」・「G FOUR エアロスタイル」にはシルバー塗装の専用フロントグリル、ルーフスポイラー、白色発光LEDの専用キッキングプレートも装備された。ボディカラーは専用色の「スノーパールホワイト3コートパール」を含む4色を設定した。なお、本仕様車はオーテックジャパン扱いとなる。
2012年5月15日
一部改良。「S」・「X」はエンジンやCVTのさらなる効率化を行い、「X アイドリングストップ」はアイドリングシステムを改良し、ブレーキを踏んで時速9km以下まで減速したときにもエンジンを自動でストップする機能を追加したことで燃費を向上。これにより、「S」と「X」は「平成27年度燃費基準+10%」、「X アイドリングストップ」は「平成27年度燃費基準+20%」をそれぞれ達成。併せて、「S アイドリングストップ」を追加し、アイドリングストップ搭載車専用ボディカラーとして、「ホワイトミント（MRワゴンエコに設定の「リーフホワイト」と同色）」を追加設定し、ヘッドレストの形状も変更された。
2013年7月26日
一部改良。「S アイドリングストップ」・「X アイドリングストップ」を「S」・「X」に統合し、「S FOUR」・「X FOUR」とともに低燃費仕様化。2代目のマイナーチェンジではMRワゴンのみ廃止され、モコでは継続設定となったターボ車である「G」・「G FOUR」は今回廃止され、NAエンジン車のみのラインナップとなった。グレード体系の整理に伴い、「S」・「S FOUR」はこれまで未設定だったタッチパネルオーディオが設定できるようになり、13インチフルホイールカバーはモコの専用デザインからアルトエコなどに使われているデザインに変更、「X」・「X FOUR」は「G」・「G FOUR」に装備されていた本革巻ステアリング（一部ピアノブラック調）、6スピーカー、フロントスタビライザー、14インチアルミホイールを新たに装備した。この他、アイドリングストップシステムは作動するタイミングを停止前車速13km/h以下に早めたほか、新たに蓄冷材内蔵の空調ユニット（MRワゴンでの「エコクール」に相当）を搭載したことでエンジンの停止時間を延長。また、高効率リチウムイオンバッテリー+高効率・高出力オルタネーター（同「エネチャージ」に相当）も搭載したことで回生エネルギーの蓄電容量を増やし、2WD車はJC08モード燃費を30.0km/Lに向上した。ボディカラーは、2代目の後期型で設定されていた「ペールブルーメタリック（スズキ名：エアブルーメタリック）」を復活する替わりに「カシミールブルーパールメタリック（同：パールメタリックカシミールブルー）」、「モコベリーパールメタリック（モコ専用色）」、「ホワイトミント（上述、アイドリングストップシステム搭載車専用色）」を廃止して6色に整理された。なお、MRワゴンに設定されている「シャンパンピンクパールメタリック」はモコでは未設定となる（後述のマイナーチェンジ及び「ドルチェ」追加後も同様）。オーテックジャパン扱いの特別仕様車「エアロスタイル」はベース車と同様の改良を受けて継続販売するとともに、グレード体系を「S FOUR」を除く3グレードにした。
2013年10月16日
マイナーチェンジ。新たに、上質感を求める女性をターゲットにした「ドルチェ」シリーズを追加。本グレードはMRワゴンWitをベースとしたもので、グレード体系はNAエンジン車の「ドルチェX（MRワゴンWit「XS」に相当）」とターボエンジン車の「ドルチェG（同「TS」に相当）」の2グレードで、MRワゴンWit「LS」に相当するグレードは設定されない。なお、この「ドルチェG」の設定により、一旦廃止となっていたターボエンジン車が再び設定されるようになる。「ドルチェ」シリーズではフロントデザインに専用フロントメッキグリル・LEDポジショニングランプ・バイキセノンヘッドランプを採用したほか、インテリアはアイボリーとマルーンの2トーンカラーで合皮の専用シートを採用。「ドルチェG」には新デザインの15インチアルミホイールも採用した。特に、フロントメッキグリルはモコ専用に縁取り仕上げとなっており、E51・後期型エルグランドのような顔つきとなっている。ボディカラーはモコ・モコドルチェ共通カラーとして、K13・後期型マーチに設定されている「ナデシコピンクパールメタリック」に近い色合いのモコ専用色「モコピーチパールメタリック」を新色として設定したほか、モコドルチェにはベースのMRワゴンWitに合わせて専用色（2014年10月のボディカラー入れ替えでモコでも選択可能になった）の「コメットグリーンパールメタリック」を追加。さらに、2代目・前期型まで設定されていた「シルキーシルバーメタリック」と2代目・後期型まで設定されていた「ミステリアスバイオレットパール（オプションカラー）」も、モコドルチェ専用色として復活設定された。オーテックジャパン扱いの「エアロスタイル」は、ベース車同様に、モコ専用色の「モコピーチパールメタリック」を追加し、4色となった。
2014年10月1日
広報発表なしのボディカラー入れ替えを実施（ドルチェは除く）。「アロマティックアクアメタリック」と「ミルクティーベージュメタリック」、「ペールブルー」を廃止する代わりに、昨年のマイナーチェンジでモコ ドルチェに設定された「コメットグリーンパールメタリック」、「フォレストアクアメタリック」、「フィズブルーパールメタリック」を追加した。なお、OEM供給元のMRワゴンも同時期に同内容のボディカラー入れ替えを実施した。
2015年12月4日
OEM供給元のMRワゴンが2015年末での生産終了に伴い、モコも販売終了予定であることを発表。
2016年5月
生産終了。
2016年6月
販売終了。公式ホームページからも削除された。後継車は無いものの、日産における軽自動車は既存のデイズおよびデイズルークスが事実上の受け皿となる。

## 車名の由来
- 可愛らしく、暖かい響きの擬態語「モコモコ」からの造語[4]。